# Psilogramma asirensis
Psilogramma asirensis is een vlinder uit de familie van de pijlstaarten (Sphingidae). De wetenschappelijke naam van de soort werd in 1980 gepubliceerd door Wiltshire.